# Майк Сміт (тенісист)
Майк Сміт (англ. Mike Smith; нар. 16 жовтня 1962) — колишній американський тенісист.
Найвищу одиночну позицію світового рейтингу — 522 місце досяг 19 травня 1986, парну — 209 місце — 27 квітня 1987 року.

## Фінали ATP Челленджер

### Парний розряд: 1 (0–1)
| Ранг    | Результат | Дата     | Турнір          | Покриття | Партнер     | Суперники             | Рахунок  |
| ------- | --------- | -------- | --------------- | -------- | ----------- | --------------------- | -------- |
| Поразка | 1.        | Гру 1986 | Ікеджа, Нігерія | Ґрунт    | Яхія Думбіа | Тоні Ммо Ндука Одізор | 4–6, 6–7 |